# American Dynamics AD-150

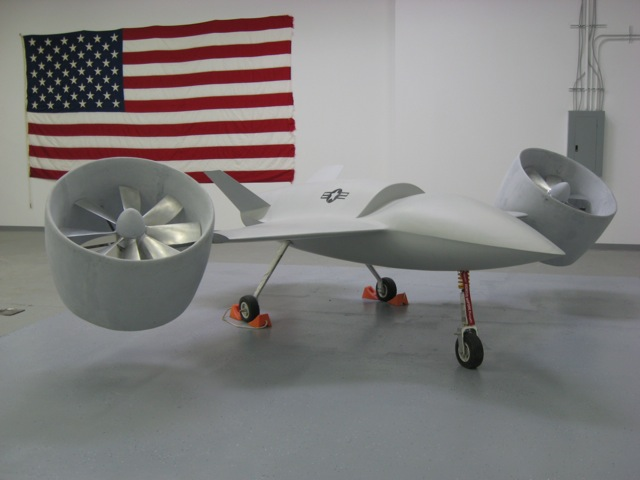
AD-150

Battlehog 150 — беспилотный летательный аппарат вертикального взлёта и посадки. Предполагается использовать его главным образом с борта авианосца. Предназначен для поддержки морской пехоты.
Аппарат сконструирован так что в состоянии выдержать попадания из стрелкового оружия с близкого расстояния.

## ТТХ
- скорость 130 км/ч,
- боевая нагрузка 220 кг.